# Hyvää puuta
Hyvää puuta är Vesa-Matti Loiris 30:e album, som släpptes den 16 september 2009. Albumet innehåller bland annat låtar gjorda för Loiri av Heikki Salo, Jarkko Martikainen och J. Karjalainen. Under 2009 sålde albumet både guld- och platina.
På Finlands officiella albumlista rankades Hyvää puuta som nummer 5, veckan efter att den släpptes. Som bäst rankades albumet som nummer 2 under veckorna 46–47 2009.

## Låtlista
| Nr  | Titel                         | Text                                               | Musik                                              | Arrangemang                                                      | Längd |
| --- | ----------------------------- | -------------------------------------------------- | -------------------------------------------------- | ---------------------------------------------------------------- | ----- |
| 1.  | Miksi mä maailmalle laulaisin | A. P. Sarjanto                                     | A. P. Sarjanto                                     | Tommi Viksten                                                    | 4:00  |
| 2.  | Aapakarhu                     | J. Karjalainen                                     | J. Karjalainen                                     | Tommi Viksten                                                    | 2:58  |
| 3.  | Kaiken nähnyt                 | Timo Kiiskinen                                     | Timo Kiiskinen, Tommi Viksten                      | Tommi Viksten                                                    | 4:08  |
| 4.  | Missä kotini on               | Jarkko Martikainen                                 | Jarkko Martikainen                                 | Tommi Viksten                                                    | 4:10  |
| 5.  | Hyvää puuta                   | Timo Kiiskinen, Tuure Kilpeläinen, Markus Koskinen | Timo Kiiskinen, Tuure Kilpeläinen, Markus Koskinen | Tommi Viksten, Tom Nyman, Pekka Gröhn, Jussi Jaakonaho           | 5:17  |
| 6.  | Vilukukka                     | Aulikki Oksanen                                    | Aulikki Oksanen                                    | Tommi Viksten, Eero Ojanen                                       | 3:44  |
| 7.  | Taivun mutten murru           | Jarkko Martikainen                                 | Jarkko Martikainen                                 | Tommi Viksten                                                    | 4:27  |
| 8.  | Ystäväni                      | Markus Koskinen, Pepe Johansson                    | Markus Koskinen, Pepe Johansson                    | Tommi Viksten, Pekka Gröhn, Tom Nyman, Topi Kurki, Olli Haavisto | 4:20  |
| 9.  | Ei tullutkaan äänettömyys     | Paula Vesala, Helena Anhava                        | Paula Vesala                                       | Tommi Viksten, Ahti Marja-aho                                    | 4:18  |
| 10. | Hyvää elämää                  | A.P. Sarjanto                                      | A.P. Sarjanto                                      | Tommi Viksten                                                    | 2:59  |
| 11. | Sadan miehen leukaluut        | Heikki Salo                                        | Heikki Salo                                        | Tommi Viksten                                                    | 3:33  |
| 12. | Uskon                         | Timo Kiiskinen                                     | Timo Kiiskinen                                     | Tommi Viksten, Jussi Jaakonaho, Ahti Marja-aho                   | 3:11  |

## Medverkade

### Musiker
- Vesa-Matti Loiri – sång
- Tommi Viksten – gitarr
- Pekka Gröhn – klaviatur
- Tom Nyman – bas
- Topi Kurki – trummor, slagverk
- Johanna Kurkela – sång (3)
- Esko Järvelä – fiol (2, 4, 5, 10)
- J. Karjalainen – banjo (2)
- Olli Haavisto – pedal steel, dobro (8)
- Jussi Jaakonaho – gitarr (12)
- Heikki Hämäläinen – fiol (9, 12)
- Seppo Rautasuo – fiol (9, 12)
- Heikki Vehmanen – altfiol (9, 12)
- Kari Lindstedt – cello (9, 12)

### Produktion
- Ahti Marja-aho – stråkarrangemang
- Tommi Viksten – producent
- Jussi Jaakonaho – tekniker, mixning (Sonic Pump Studios), inspelning av stråkar (Soundtrack)
- Tommi Viksten – diverse inspelningar (Bebe Nevado Music)
- Olli Haavisto – diverse inspelningar (Eastwing)
- Jussi Jaakonaho – diverse inspelningar (Salitun kulturhus)
- Svante Forsbäck – mastring
- Katri Lehtola, Pete Eklund – bilder
- Tommi Levy – omslag
- Pete Eklund – A&R